# National-syndicalisme (Espagne)
Pour les articles homonymes, voir National-syndicalisme.
Le national-syndicalisme, en Espagne, a été fondé par Ramiro Ledesma Ramos, qui en fut le principal théoricien.

## Histoire
Le mouvement prend le nom de Juntas de Ofensiva Nacional-Sindicalista (JONS) à la suite d'une fusion avec les Juntes Castillanes d'Activisme Hispanique fondé par Onésimo Redondo Ortega. Mouvement qui fusionne à son tour le 13 février 1934 avec la Phalange espagnole (FE) de José Antonio Primo de Rivera. Cette fusion donne le jour à sa contrepartie syndicale d'obédience phalangiste : la Centrale Ouvrière Nationale-Syndicaliste (CONS). Déçu par la trajectoire, qu'il considère comme réactionnaire, de la Phalange espagnole, et pour des questions de stratégie propagandiste, il se sépare de ce parti au début de 1935 pour reprendre un mouvement indépendant. Son assassinat en 1936, pendant la guerre d'Espagne, par le Front populaire espagnol, entraîne la récupération de son mouvement par le régime franquiste.
Le 19 avril 1937, est signé le décret d'unification par lequel Franco et Serrano Suner créent un parti hybride dénommé Phalange Espagnole Traditionaliste et des Juntes d’Offensive Nationale-Syndicaliste dont la devise est alors « pour Dieu, l'Espagne et sa Révolution Nationale-Syndicaliste ».
Entretemps, les Nationaux-Syndicalistes de la première heure sont condamnés au silence. Manuel Hedilla, second Chef National de la FEJONS, Ruiz Castillejos, de los Santos, Chamarro, sont condamnés à mort. Félix Gomez (en espagnol : Félix Gómez) et Angel Alcazar de Velasco (en espagnol : Ángel Alcazar de Velasco), à la réclusion perpétuelle. D'autres, à plusieurs années d'emprisonnement. Leur seul délit a été de s'opposer au décret d'unification qu'ils considéraient comme une falsification du National-Syndicalisme originel. Selon ce point de vue, il serait donc erroné de relier idéologiquement le National-Syndicalisme avec le régime de Franco.

## Le National-syndicalisme aujourd'hui
Les JONS existent toujours en Espagne mais n'obtiennent pas de résultat significatif dans les urnes.

## Citations
« Nous distinguons deux leviers : d'une part l'idée nationale, c'est-à-dire la Patrie en tant qu’entreprise historique et garantie d'existence historique de tous les Espagnols ; d'autre part l'idée sociale, l'économie socialiste, comme garantie du pain de tous les jours et du bien-être économique de tout le peuple. »

— Ramiro Ledesma Ramos